# Jacek Radwan
Jacek Władysław Radwan (ur. 14 czerwca 1962 w Siemianowicach Śląskich) – polski profesor nauk biologicznych, członek korespondent Polskiej Akademii Nauk. Specjalizuje się w zagadnieniach z zakresu biologii ewolucyjnej, w szczególności immunologii ewolucyjnej i doboru płciowego.

## Życiorys
W 1987 ukończył studia biologiczne na Uniwersytecie Jagiellońskim. Od 1989 pracował na macierzystej uczelni, w Zakładzie Zoopsychologii i Etologii Zwierząt, kierował nim od 2003 do 2012 (od 2007 pod nazwą Zakład Ekologii Molekularnej i Behawioralnej). Doktoryzował się w 1992 na podstawie pracy Andropolimorfizm a rozpoznawanie osobników spokrewnionych i sukces reprodukcyjny samców roztocza Caloglyphus berlesei. Habilitację uzyskał w 1998 dzięki rozprawie pt. Przyczyny występowania zmienności fenotypowej, behawioralnej i zróżnicowanego sukcesu reprodukcyjnego samców roztocza Rhizoglyphus robini.
W latach 1999–2001 był także zatrudniony jako profesor nadzwyczajny w Instytucie Biologii Akademii Pedagogicznej w Krakowie. W latach 2000–2001 był stypendystą Programu Fulbrighta na University of New Mexico-Albuquerque (USA). W 2005 uzyskał tytuł profesora nauk biologicznych.
Od 2012 pracuje na Wydziale Biologii Uniwersytetu im. Adama Mickiewicza w Poznaniu, w Pracowni Biologii Ewolucyjnej Instytutu Biologii Środowiska. W 2020 został wybrany członkiem korespondentem Wydziału Nauk Biologicznych i Rolniczych Polskiej Akademii Nauk od 2019.
Od 2016 jest zastępcą przewodniczącego Komitetu Biologii Środowiskowej i Ewolucyjnej PAN, jest członkiem Rady Naukowej Instytutu Systematyki i Ewolucji Zwierząt Polskiej Akademii Nauk.
W 2020 otrzymał nagrodę Fundacji na rzecz Nauki Polskiej w obszarze nauk o życiu i o Ziemi „za wykazanie roli ewolucyjnego mechanizmu optymalizacji zmienności genetycznej w kształtowaniu odporności na patogeny i tolerowaniu własnych antygenów”. W 2022 odznaczony Krzyżem Kawalerskim Orderu Odrodzenia Polski.

## Publikacje naukowe
Reprezentatywne publikacje naukowe
- Jarzebowska, M., & Radwan, J. (2010). Sexual selection counteracts extinction of small populations of the bulb mites. Evolution, 64(5),
- Lukasiewicz, A., Szubert-Kruszyńska, A., & Radwan, J. (2017). Kin selection promotes female productivity and cooperation between the sexes. Science Advances, 3(3)
- Migalska, M., Sebastian, A., & Radwan, J. (2019). Major histocompatibility complex class i diversity limits the repertoire of T cell receptors. Proceedings of the National Academy of Sciences of the United States of America, 116(11),
- Phillips, K.P., Cable, J., Mohammed, R.S., Herdegen-Radwan, M., Raubic, J., Przesmycka, K.J., . . . Radwan, J. (2018). Immunogenetic novelty confers a selective advantage in host–pathogen coevolution. Proceedings of the National Academy of Sciences of the United States of America, 115(7),
- Radwan, J. (2004). Effectiveness of sexual selection in removing mutations induced with ionizing radiation. Ecology Letters, 7(12),
- Radwan, J., Babik, W., Kaufman, J., Lenz, T.L., & Winternitz, J. (2020). Advances in the evolutionary understanding of MHC polymorphism. Trends in Genetics, 36(4),
- Radwan, J., Biedrzycka, A., & Babik, W. (2010). Does reduced MHC diversity decrease viability of vertebrate populations? Biological Conservation, 143(3),
- Tomkins, J.L., Radwan, J., Kotiaho, J.S., & Tregenza, T. (2004). Genic capture and resolving the lek paradox. Trends in Ecology and Evolution, 19(6),

Inne
- Redakcja naukowa i udział w tłumaczeniu podręcznika akademickiego Ewolucja (aut. Dauglas Futuyma, Wydawnictwo Uniwersytetu Warszawskiego)